# Cuissai
Cuissai ist eine französische Gemeinde mit 436 Einwohnern (Stand: 1. Januar 2022) im Département Orne in der Region Normandie. Cuissai gehört zum Arrondissement Alençon und zum Kanton Damigny (bis 2015: Kanton Alençon-1). Die Gemeinde ist Teil des Gemeindeverbandes Communauté urbaine d’Alençon. Die Einwohner werden Cuisséens genannt.

## Geographie
Cuissai liegt etwa zehn Kilometer westnordwestlich von Alençon. Die Gemeinde gehört zum Regionalen Naturpark Normandie-Maine. Umgeben wird Cuissai von den Nachbargemeinden Saint-Nicolas-des-Bois im Norden, Colombiers im Osten, Lonrai im Südosten, Pacé im Süden sowie Saint-Denis-sur-Sarthon im Westen.
Durch die Gemeinde führt die Route nationale 12.

## Bevölkerungsentwicklung
| Jahr                      | 1962 | 1968 | 1975 | 1982 | 1990 | 1999 | 2006 | 2013 |
| ------------------------- | ---- | ---- | ---- | ---- | ---- | ---- | ---- | ---- |
| Einwohnerzahl             | 255  | 265  | 237  | 260  | 330  | 445  | 411  | 429  |
| Quelle: Cassini und INSEE |      |      |      |      |      |      |      |      |

## Sehenswürdigkeiten

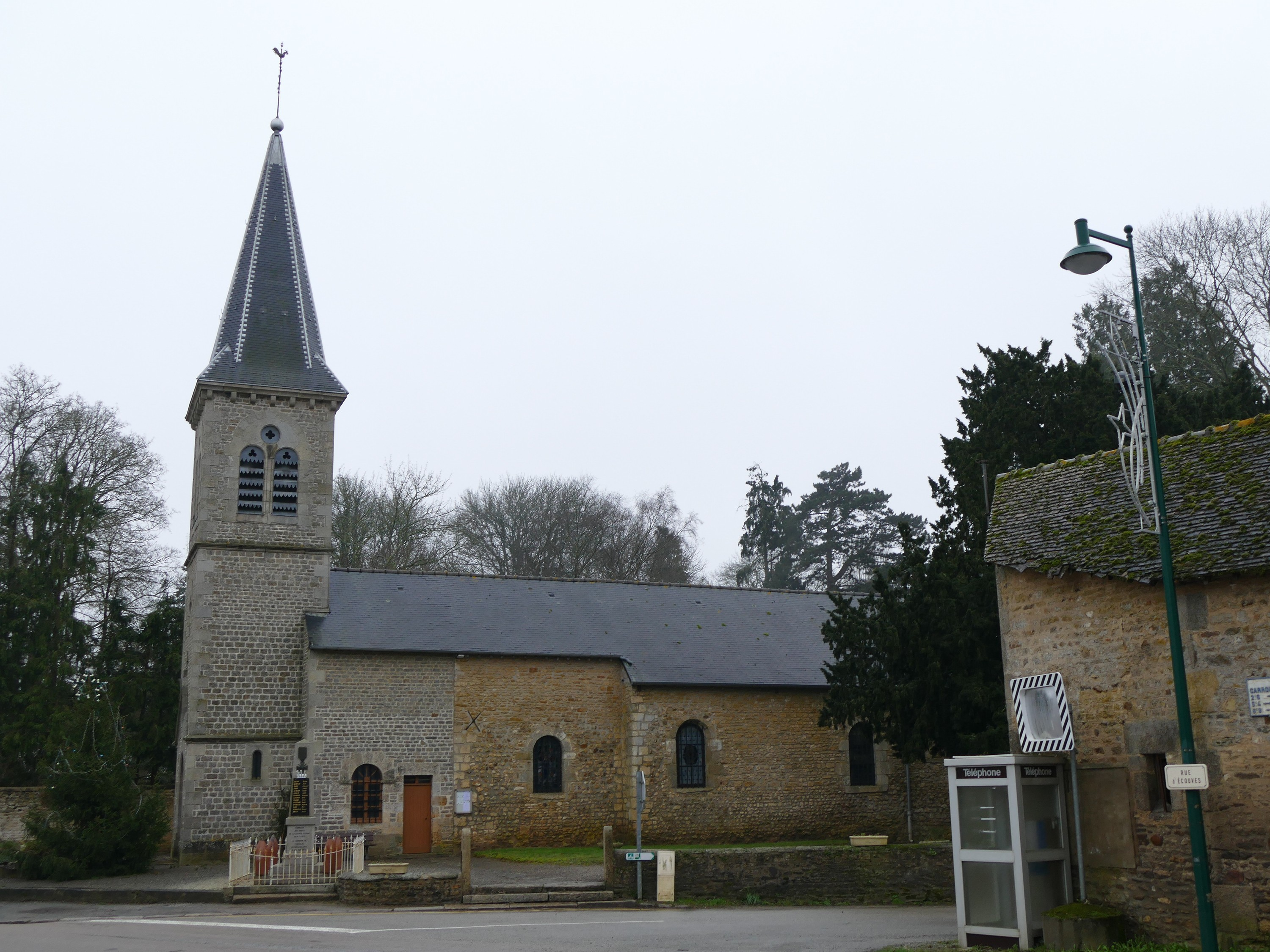
Kirche Saint-Sulpice

- Kirche Saint-Sulpice aus dem 18. Jahrhundert
- Domäne Glatigny mit Schloss Empire (Monument historique seit 1943)
- Herrenhaus La Ratrie aus dem 15./16. Jahrhundert